# Grgur II.
Grgur II., papa od 19. svibnja 715. do 11. veljače 731. godine. 

## Životopis
Grgur II. je navodno pripadao lozi rimske obitelji Savelli, prema kroničarima iz 15. stoljeća, ali to nije dokumentirano i veoma je dvojbeno. Rodio se 669. u Rimu. U mladosti je obavljao više dužnosti u papinskoj lateranskoj palači. Papa Sergije I. ga je zaredio za subđakona te su mu povjerene razne važne službe. Za papu je izabran 19. svibnja 715.
Grgur II. je povezao germanske biskupije s Rimom te poslao sv. Bonifacija kao misionara u Germaniju i posvetio ga za biskupa i uspostavio dobre odnose s Langobardima. Nakon početnog mira s Bizantom, dolazi u sukob s carem Leonom III. Izaurijcem zbog ikonoklazma. Preminuo je 11. veljače 731. godine, i odmah nakon smrti je kanoniziran. Dan kada se sjećamo Svetog Grgura II. je bilo koji od dana 11. veljače. 